# Yombe (Volk)

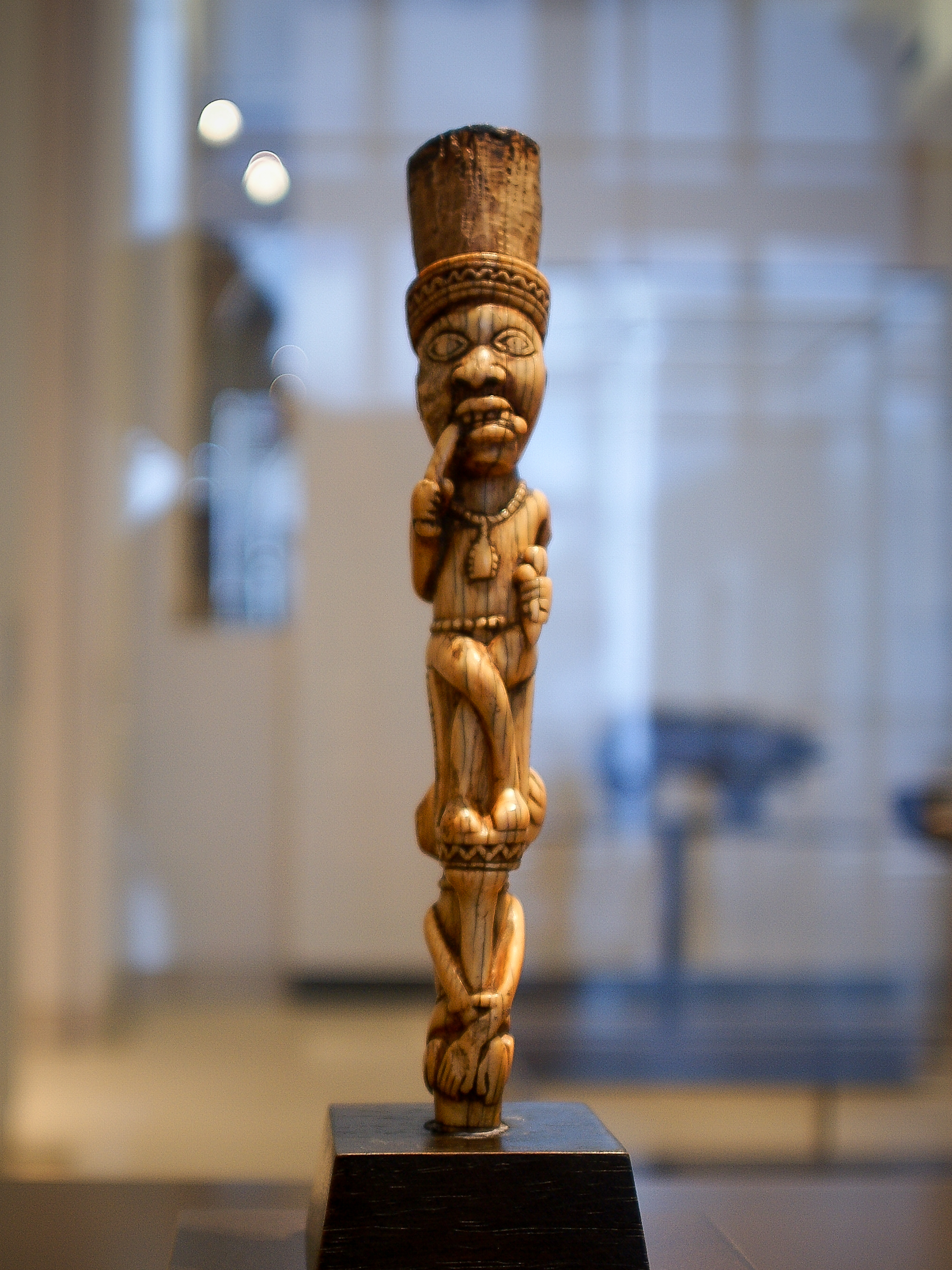
Yombe-Skulptur aus dem 19. Jahrhundert im Louvre, Paris

Der Begriff Yombe bezeichnet mehrere ethnische Gruppen der Bantu am unteren Kongo und in Sambia. Ihre Zahl wird auf etwa 300.000 bis 1.000.000 geschätzt. Sie sprechen Kiyombe (ISO 639-3) und sind als gute Holzhandwerker und Künstler bekannt.

## Untergliederung
Die Mayombe oder Bayombe leben überwiegend nördlich, teils auch südlich der Kongomündung in der gleichnamigen Region. Sie haben matrilineare Deszendenzregeln.
Bayombe heißen auch die Angehörigen einer kleinen ethnischen Untergruppe der Tumbuka in der Nordprovinz von Sambia. Die Ethnie zählt 1.720 Menschen und lebt auf dem Hochplateau. Ihr Dialekt wird Chi Yombe genannt und steht den Sprachen in der Ostprovinz näher. Die Sprachen der Senga, Tumbuka, Fungwe und Yombe unterscheiden sich nur in Nuancen. Das alljährliche Fest ist Vinkhakanimba, das wie in allen sambischen Ethnien vom Häuptling geleitet wird.

## Wirtschaft
Die Mayombe leben vom Landbau auf kleinen Feldern und in Gärten in einer hügeligen Waldregion. Angebaut werden Bananen, Mais, Bohnen, Maniok, Erdnüsse und Yams.